# Белцетешть
Белцетешть, Белцетешті (рум. Bălțătești) — село у повіті Нямц в Румунії. Входить до складу комуни Белцетешть.
Село розташоване на відстані 298 км на північ від Бухареста, 22 км на північ від П'ятра-Нямца, 97 км на захід від Ясс.

## Населення
За даними перепису населення 2002 року у селі проживали 2144 особи, з них 2143 особи (> 99,9%) румунів. Усі жителі села рідною мовою назвали румунську.